# Erich Konrad (Chemiker)
Erich Konrad (* 24. Mai 1894 in Renchen; † 1975) war ein deutscher Industriechemiker, der sich mit Synthesekautschuk befasste.
Konrad war der Sohn eines Brauereibesitzers, ging in Sasbach auf das Gymnasium und studierte ab 1912 Chemie und Biologie in Tübingen, Kiel und Freiburg, unterbrochen von seinem Wehrdienst im Ersten Weltkrieg von 1914 bis 1919. 1922 wurde er in Freiburg in Chemie promoviert und war dort Assistent, bevor er 1927 bei den I.G. Farben Werken in Leverkusen eintrat. Er leitete dort das Kautschuk-Zentrallaboratorium und wurde 1936 Prokurist.
Mit Eduard Tschunkur und Helmut Kleiner entwickelte er um 1930 Nitrilkautschuk. Nach der Einführung von Buna S (aus Butadien und Styrol-Bausteinen) suchten sie das Styrol durch andere Bausteine zu ersetzen und stießen auf Acrylnitril. Da der Zusatz polar war, war auch der neue Kautschuk ölabstoßend.
1950 erhielt er die Liebig-Denkmünze.